# Islote Galatasaray
Islote Galatasaray también conocido como islote Kuruçeşme (en turco: Galatasaray Adası, Kuruçeşme Adası) es una pequeña isla en el estrecho del Bósforo del barrio Kuruçeşme en Estambul, Turquía, que es propiedad de Galatasaray Sport Club (Galatasaray Spor Kulübü).
Su ubicación, justo al norte del Puente del Bósforo, con vistas al Bósforo, la convierte en un atractivo centro que alberga bares, 6 restaurantes y dos piscinas. Como se encuentra a solo 165 m (541 pies) de la costa europea, el islote es accesible por ferry gratuito.
En 1957, el Galatasaray S.K. compró el islote e inició la construcción de instalaciones deportivas en él. La piscina en el islote fue sede del equipo de waterpolo desde 1957 hasta 1968.
En otoño de 2002, se comenzaron las obras que convirtieron al islote de Galatasaray en uno de los lugares más emblemáticos de la ciudad. Totalmente reconstruido, sirve desde julio de 2007, a la comunidad de Galatasaray y a la gente de Estambul como un sitio de entretenimiento y un centro de esparcimiento.
El 4 de octubre de 2007 se produjo un incendio en la chimenea de la cocina, que quemó dos restaurantes y dañó otros cuatro locales en el islote.